# Dora De Winton

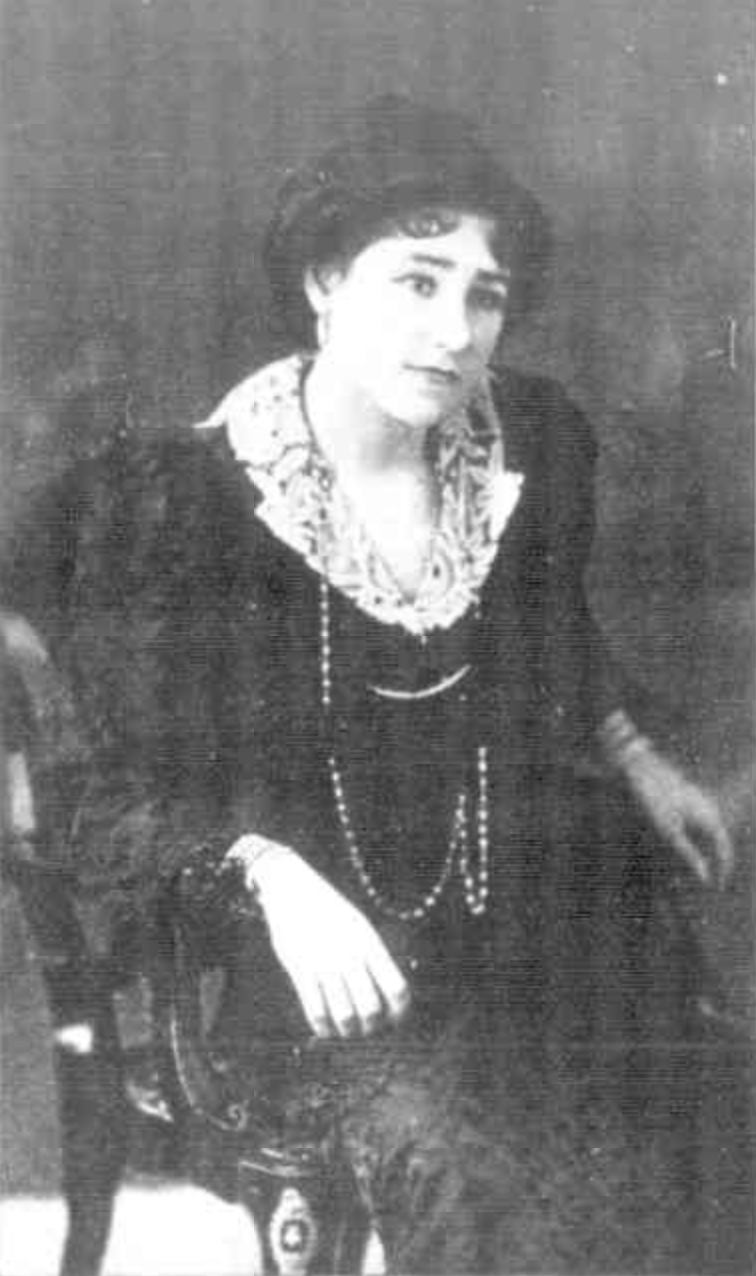
Dora De Winton, 1899

Dora De Winton foi uma atriz britânica da era do cinema mudo. Nasceu Dora Wilson em 1874, Londres. Dora foi uma artista de teatro, drama e comédia bem conhecida durante a década de 1880. Ela estrelou em vários filmes de 1912 a 1925, especialmente filmes policiais e melodramas. Ela começou sua carreira cinematográfica trabalhando para British & Colonial Film Company em 1912, mas com seu primeiro longa-metragem em 1913 ela trabalhou com a Barker Film Company, onde ela permaneceria para a maioria de sua carreira de atriz. Dora foi a irmã da atriz Alice De Winton.

## Filmografia selecionada
- The Fairy Doll (1912)
- In the Hands of London Crooks (1913)
- Jane Shore (1915, aka The Eternal Strife)
- The Vultures of London (1915)
- Eve's Daughter (1916)
- Chains of Bondage (1916)
- Tom Jones (1917)
- The House Opposite (1917)
- What Would a Gentleman Do? (1918)
- Jo the Crossing Sweeper (1918)
- The Chinese Puzzle (1919)
- Barnaby (1919)
- Wuthering Heights (1920)
- Mr. Gilfil's Love Story (1920)
- The Flame (1920)
- The Manchester Man (1920)
- The Crooked Man (1923)
- The Presumption of Stanley Hay, MP (1925)